# Бліде місячне світло
Бліде місячне світло (серб. Бледа месечева светлост) — сербський науково-фантастичний роман Міле Янкович Белі, який написав роман під псевдонімом відомого еколога та біолога Милорада Янковича.
Роман випущений 1992 року як 27-а книга видання «Знак Сагите».

## Сюжет
Події відбувається у місті Л. у невідомій країні та у невідомий час. Павле — типова людина того світу: тихий клерк із любов'ю до філателії. Він незабаром з'ясує, що його світ не спокійний, існує боротьба між людьми, які походять від техногенних мавп, та скорпіонами...

## Відгуки критиків
Про цю книгу критик Іліля Бакич сказав: «Бліде місячне світло підтвердження думки автора про серйозні проблеми, якою є питання СФ (в даному випадку паралельної еволюції) та їх ретельної, копіткої обробки. (...) Перше враження, з яким читач стикається роман в тому, що це книга написана людиною, який є великим шанувальником російської класики. (...) Незважаючи на деякі перебільшення (особливо коли мова йде про колекціонерів), справа в тому, що автору вдається познайомити нас з одним, ми називаємо його «старим світом», який свідчить про те, що у нас є письменник, який хоче і може створити атмосферу у своїй роботі. (...) Не дивлячись на всі недоліки, цей роман як нетипова, але успішна робота в сучасній продукції вітчизняного виробництва, заслуговує уваги».